# Medaille für Verdienste im künstlerischen Volksschaffen der Deutschen Demokratischen Republik

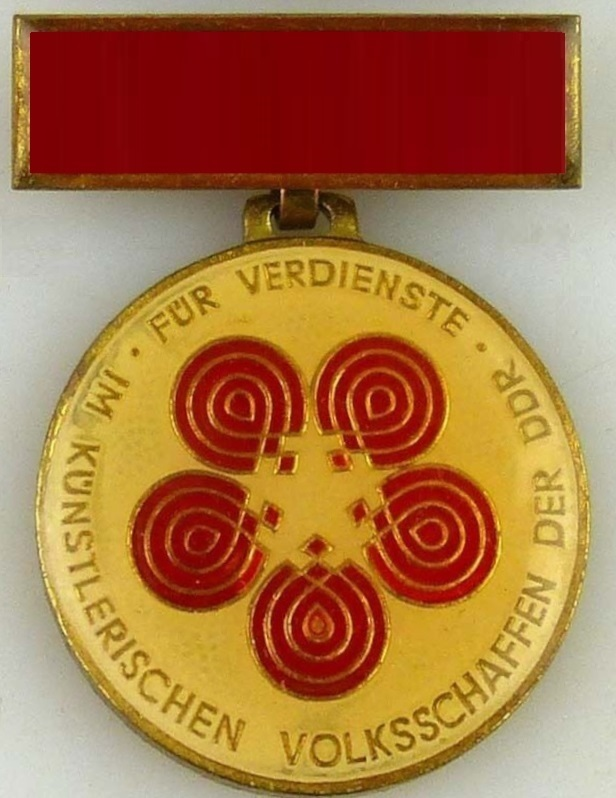
Medaille für Verdienste im künstlerischen Volksschaffen der DDR - Avers

Die Medaille für Verdienste im künstlerischen Volksschaffen der Deutschen Demokratischen Republik war eine staatliche Auszeichnung  der Deutschen Demokratischen Republik (DDR), welche in Form einer tragbaren Medaille verliehen wurde.

## Geschichte
Die Medaille wurde am 26. August 1974 in einer Stufe gestiftet. Ihre Verleihung erfolgte nur an Einzelpersonen, die sich auf dem Gebiet des künstlerischen Volksschaffens besondere kulturpolitische und künstlerische Leistungen erreicht hatten. Wie ihr Pedant die Medaille ausgezeichnetes Volkskunstkollektiv der Deutschen Demokratischen Republik war die Verleihungshöchstzahl auf fünf Personen je Stadtbezirk bzw. Kreis streng reglementiert. 

## Aussehen und Tragweise
Die vergoldete Medaille mit einem Durchmesser von 30 mm zeigt auf ihrem Avers mittig ein rotes stilisiertes erhaben geprägtes Kunstmotiv (Blütenmotiv) auf weißem Grund, welches von der Umschrift: FÜR VERDIENSTE (oben) IM KÜNSTLERISCHEN VOLKSSCHAFFEN DER DDR (unten) ebenfalls in roten Buchstaben umschlossen wird. Das Revers der Medaille zeigt dagegen mittig die fünfzeilige Aufschrift: UNSERE LIEBE, / UNSERE KUNST / UNSEREM / SOZIALISTISCHEN / VATERLAND. Getragen wurde die Medaille an der linken oberen Brustseite an einer 32 × 100 großen rot lackierten Spange. Auf der Interimsspange, die von gleicher Beschaffenheit war, ist zusätzlich in dessen Mitte eine Miniatur in weiß aufgelegt, die dem Avers der Medaille entspricht.

## Preisträger (Auswahl)
- 1969: Horst Hausotte

- 1974: Erwin Thiele, Edith Bergner
- 1975: Barbara Mayer
- 1976: Genia Frohberg, Dietrich Wengler
- 1977: Hans Laessig (Lyrikclub Pankow)
- 1978: Klaus Dannegger
- 1980: Karl Mertens
- 1983: Verona Witte
- 1986: Richard Groschopp
- 1988: Joachim Süß
- 1989: Ilsabé Schultze-Kaim
- Kurt Eisenblätter
- Ilse-Maria Krause